# Thành Matsumoto
Thành Matsumoto (松本城 (Tùng Bản thành) Matsumoto-jō) ban đầu được biết đến với tên gọi thành Fukashi, là một trong những tòa thành có lịch sử hàng đầu của Nhật Bản, cùng với Thành Himeji và Thành Kumamoto. Đây là nơi đóng đô của Lãnh địa Matsumoto dưới triều đại Tokugawa trong thời kỳ Edo. Nó tọa lạc tại thành phố Matsumoto, thuộc tỉnh Nagano.

## Lịch sử
Thành Matsumoto có nguồn gốc từ thời kỳ Sengoku, được xây dựng vào khoảng năm 1504-1520 bởi gia tộc Ogasawara, lúc đó được gọi là thành Fukashi. Vào năm 1550, thành này bị gia tộc Takeda chiếm lấy sau cuộc vây hãm Fukashi. Takeda Shingen đã bổ nhiệm Baba Nobuharu làm người giữ thành, nơi này trở thành sở chỉ huy cho cuộc chinh phục lưu vực Matsumoto và cũng là căn cứ trong các cuộc xung đột với gia tộc Uesugi ở phía Bắc.
Sau thất bại của gia tộc Takeda vào năm 1582 trước Oda Nobunaga, tòa thành được giao cho Oda Nagamasu, sau đó chuyển cho Kiso Yoshimasa. Cùng năm, gia tộc Ogasawara đã chiếm lại thành với sự hỗ trợ của Uesugi Kagekatsu. Cháu trai của ông, Ogasawara Sadayoshi, đã thề trung thành với Tokugawa Ieyasu và đổi tên lâu đài thành "Thành Matsumoto".
Sau khi Toyotomi Hideyoshi chinh phục Odawara vào năm 1590, Tokugawa Ieyasu được chuyển đến vùng Kantō, và Ishikawa Kazumasa được giao trách nhiệm quản lý Matsumoto. Kazumasa cùng con trai Yasunaga đã xây dựng lại các phần lớn của tòa thành, bao gồm ba tháp chính: tháp chính và hai tháp nhỏ ở phía tây bắc, được xây dựng vào năm 1590, cùng với nhiều cấu trúc khác như tháp Watari, cổng trống, cổng đen, và các sân trong. Phần lớn tòa thành đã hoàn thành vào khoảng năm 1593-1594.
Trong thời kỳ Edo, chính quyền Tokugawa thiết lập miền Matsumoto. Gia tộc Ogasawara trở lại ngắn gọn với tư cách là daimyō từ 1613 đến 1617, sau đó là gia tộc Toda-Matsudaira, Matsudaira, Hotta, Mizuno, và lại là gia tộc Toda-Matsudaira cho đến thời kỳ Minh Trị Duy Tân vào năm 1868.

## Hình ảnh

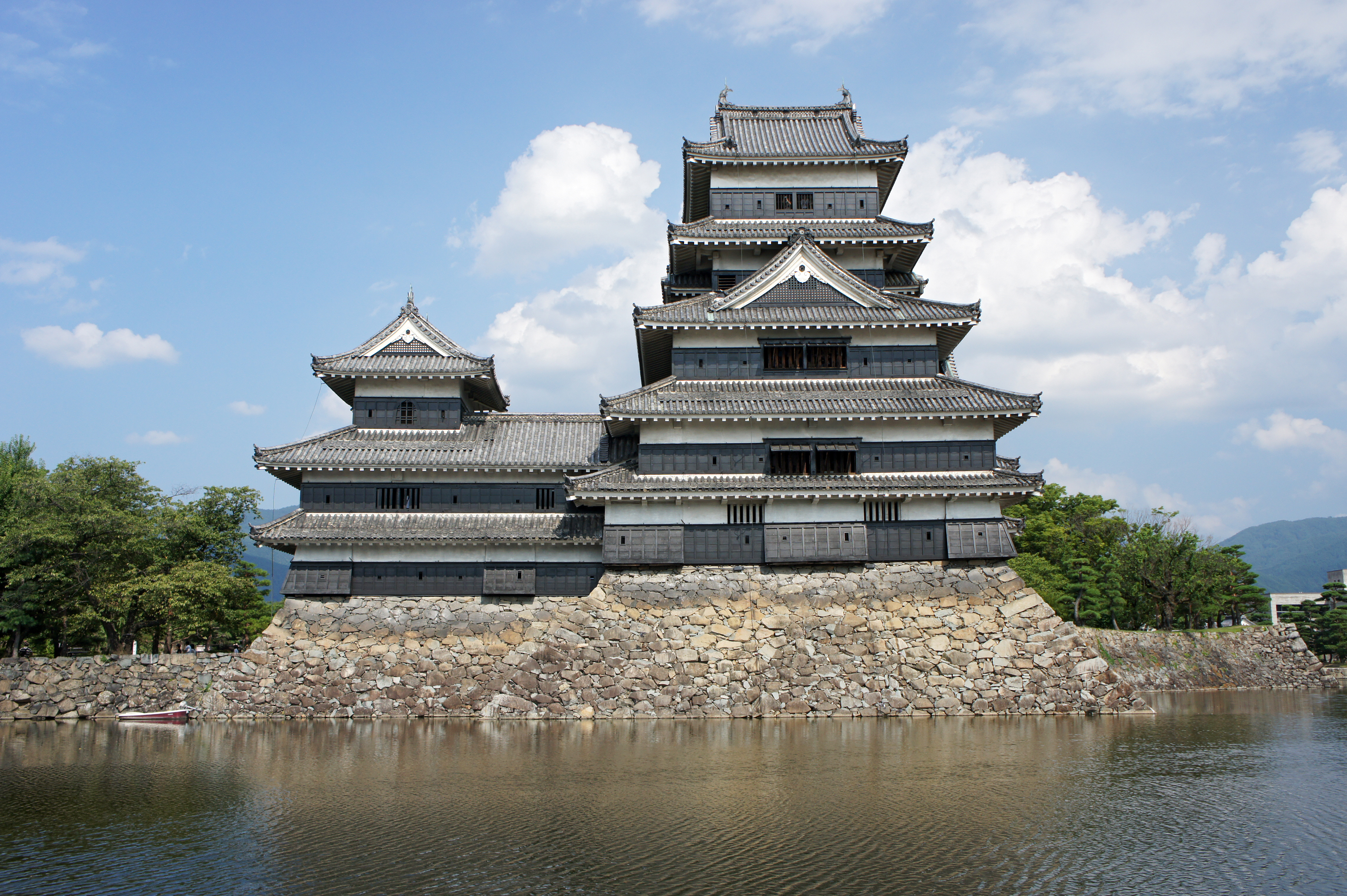
The keep.
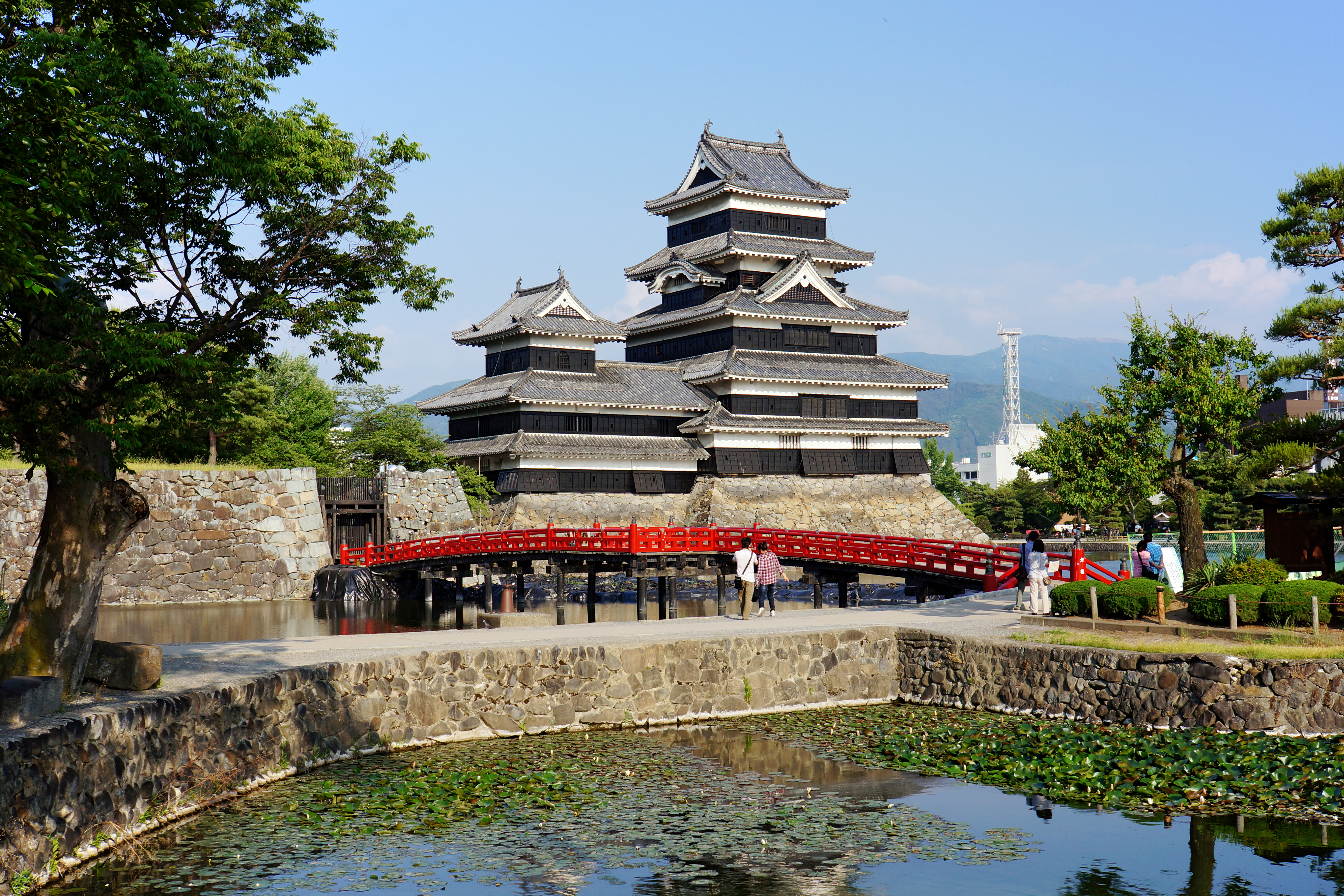
The keep
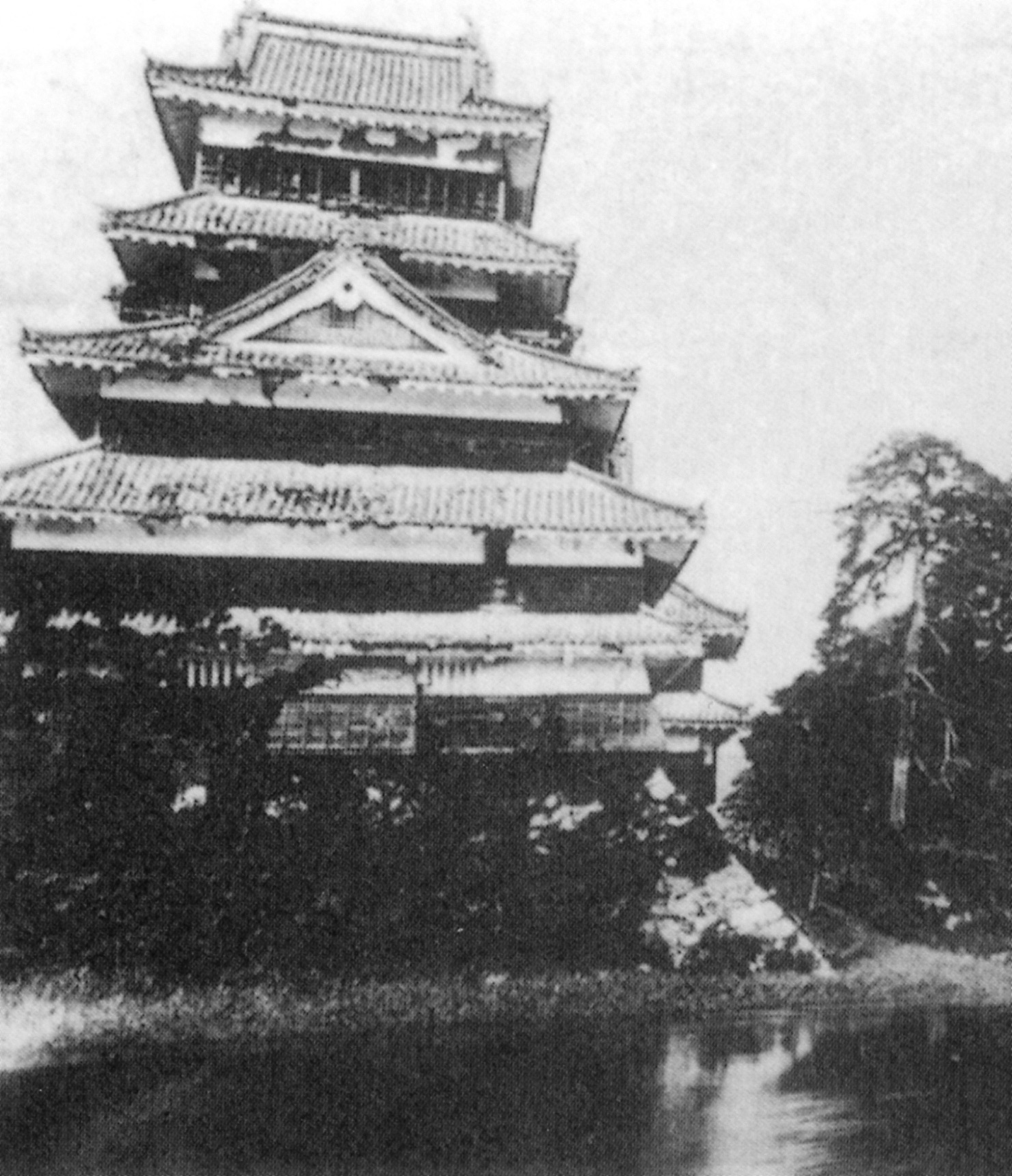
The keep, leaning, prior to 1904 Archive of the Matsumoto Castle management bureau
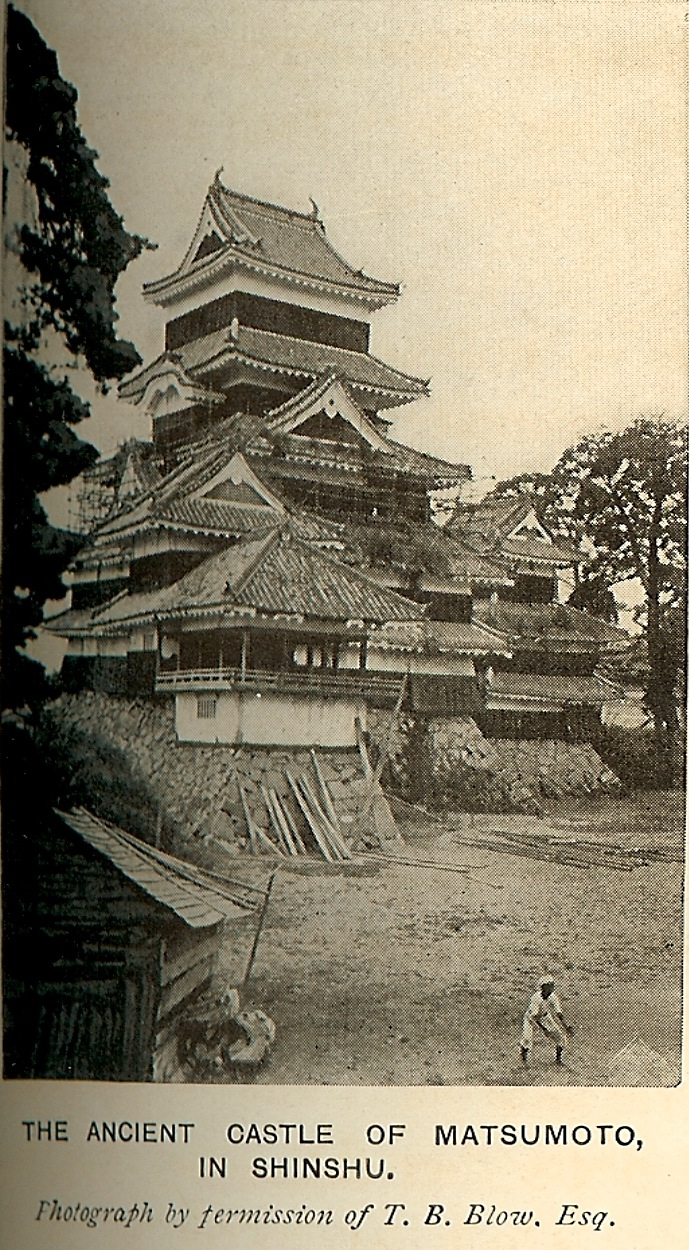
The exterior of the castle c.1910
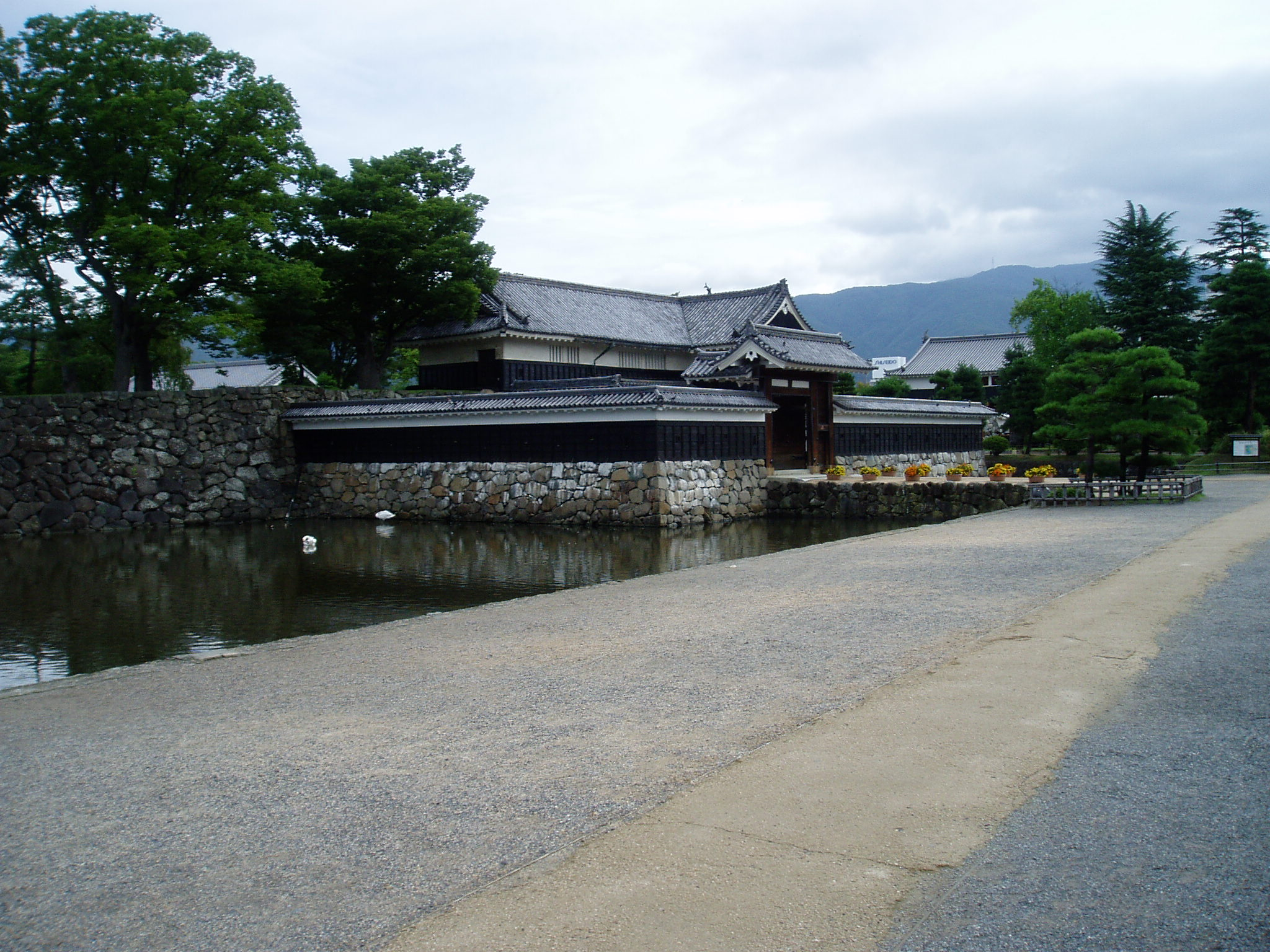
Kuromon (Black Gate)
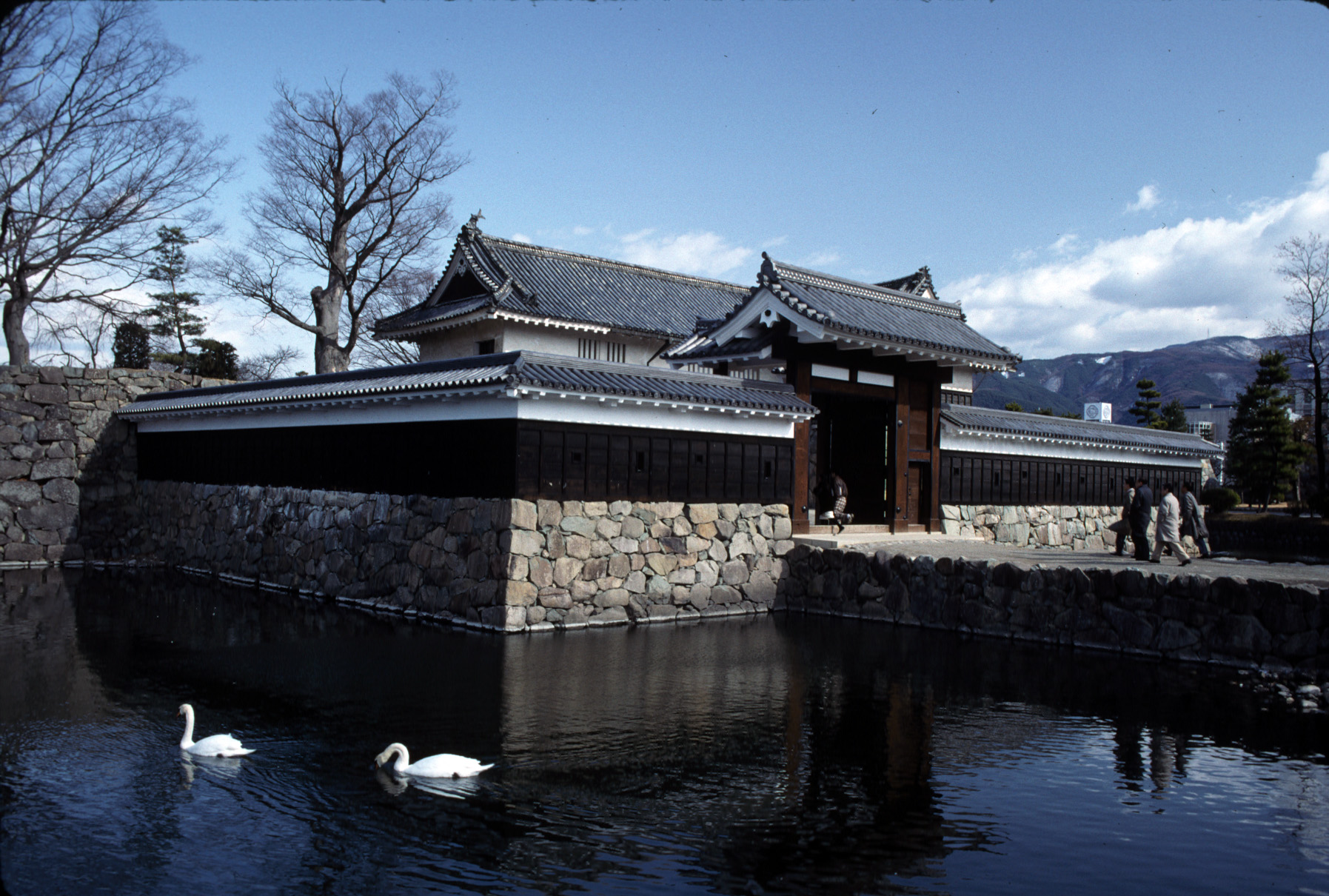
Taikomon (Drum Gate)
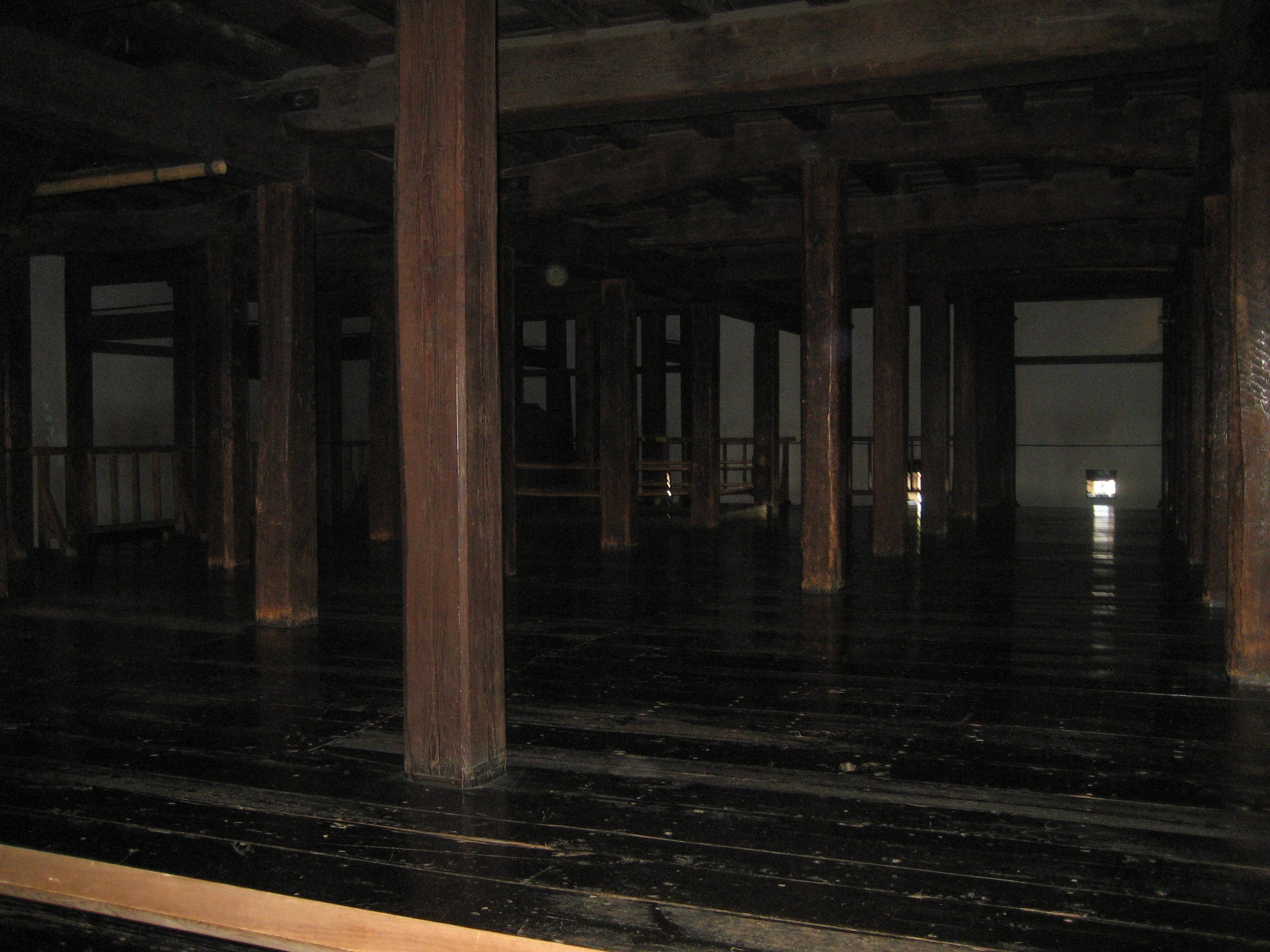
Inside Matsumoto castle
Window for firing bowsWindow for firing bows
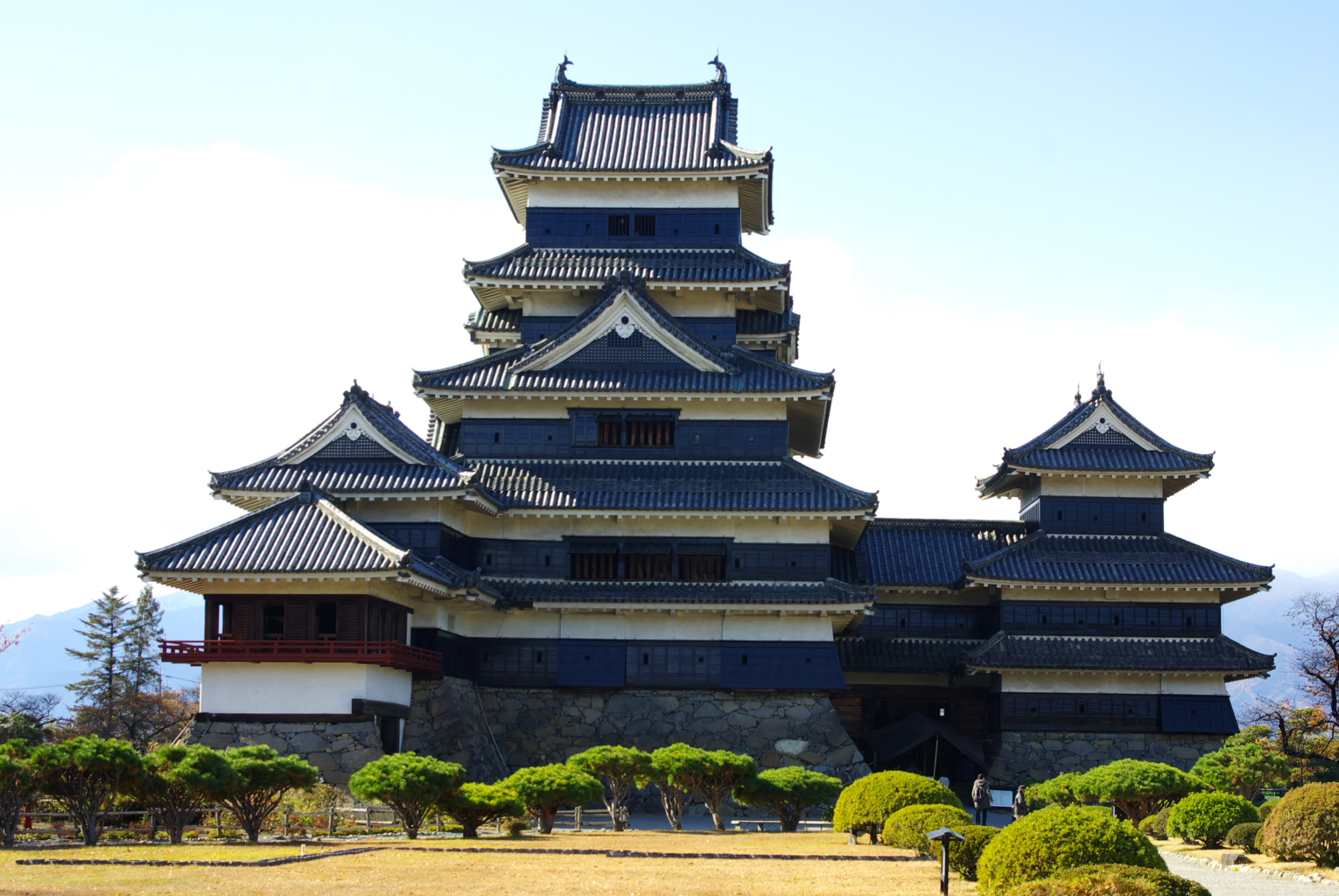
Matsumoto Castle Keep Tower as seen from inside the main enclosure.
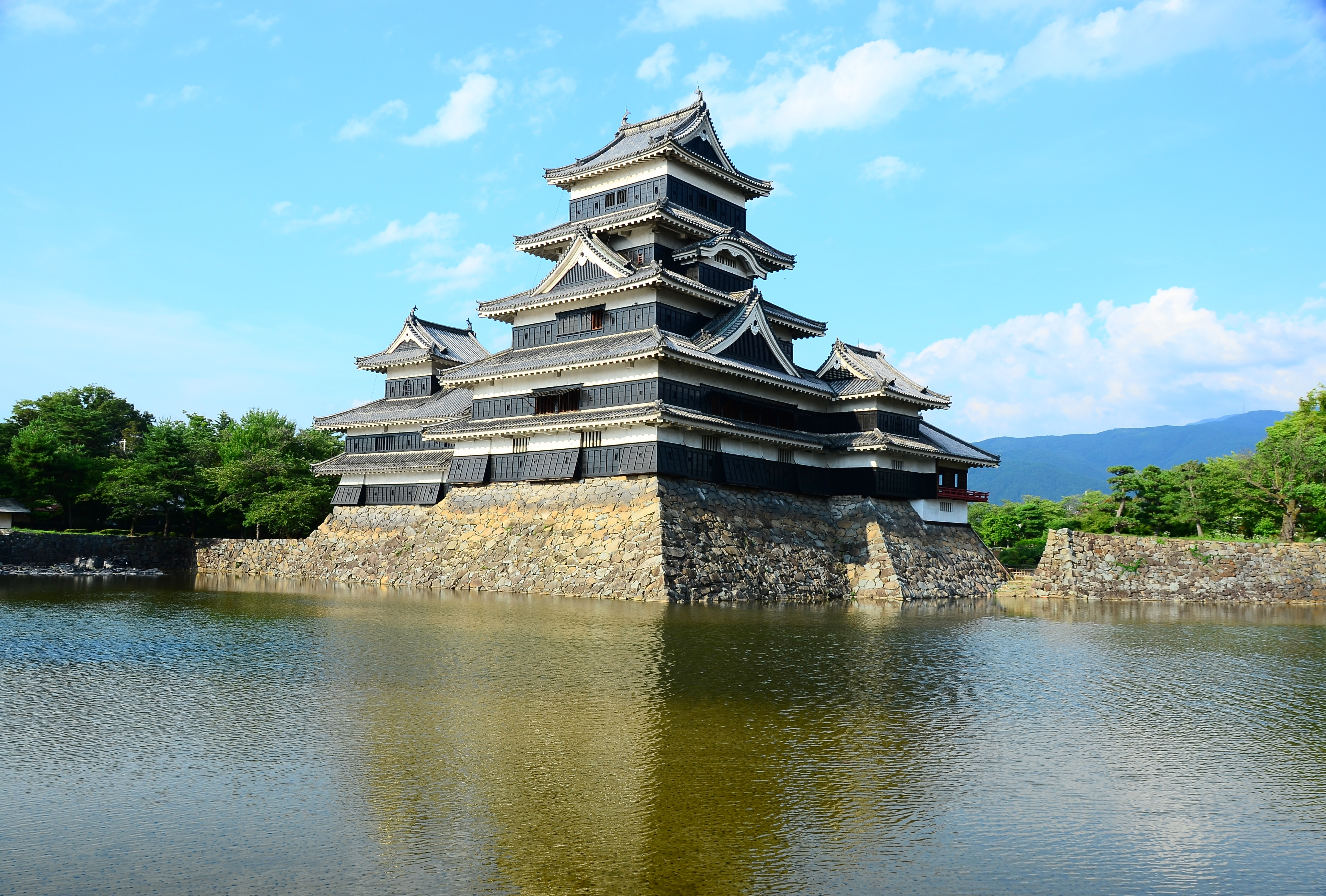
The keep and the moat.
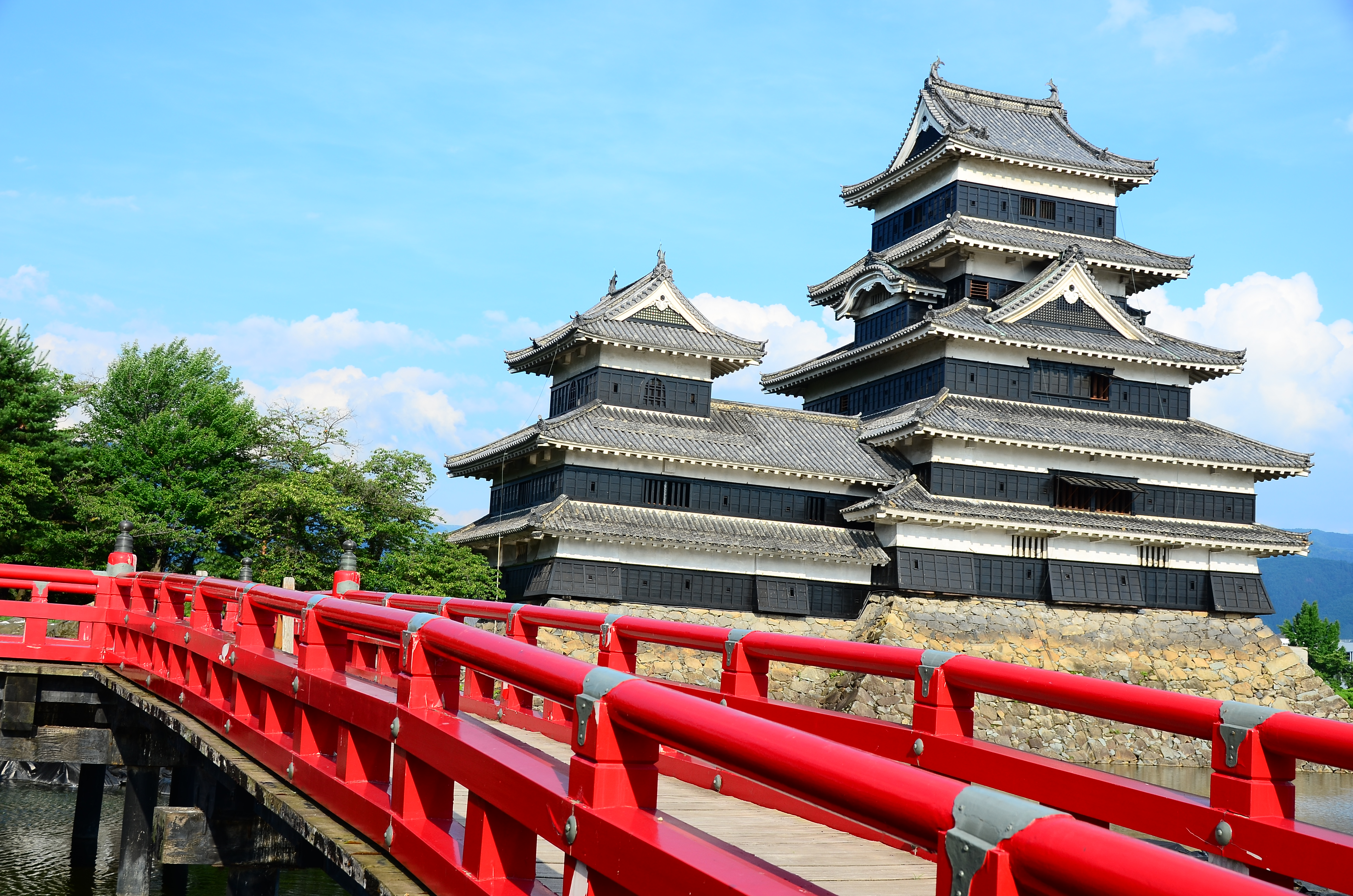
Castle as seen from the bridge.
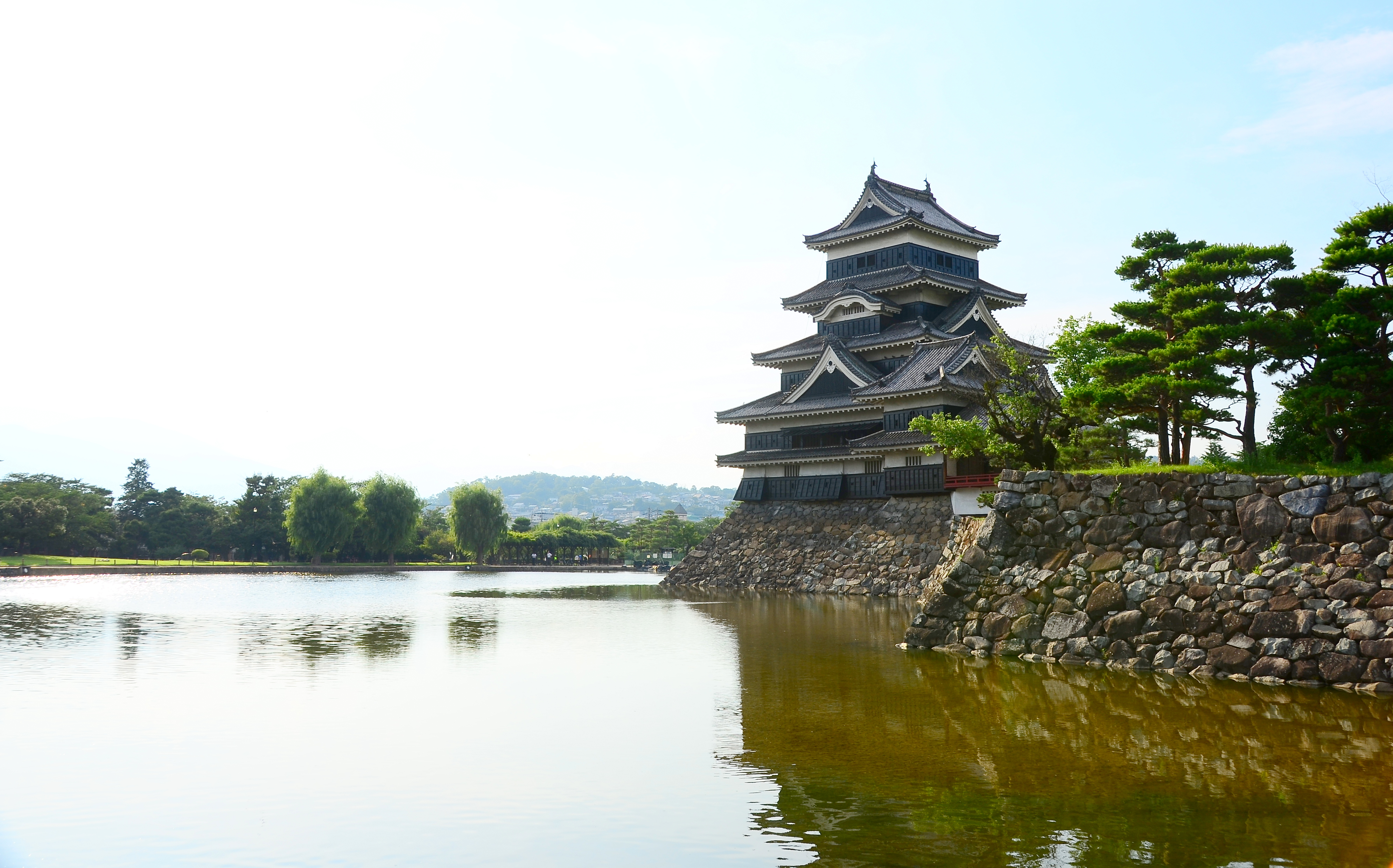
Castle view from the main gate.
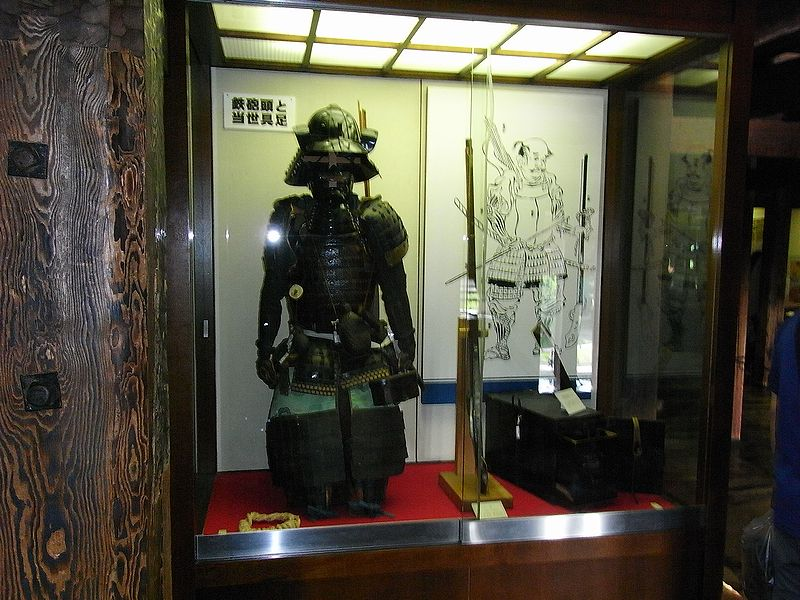
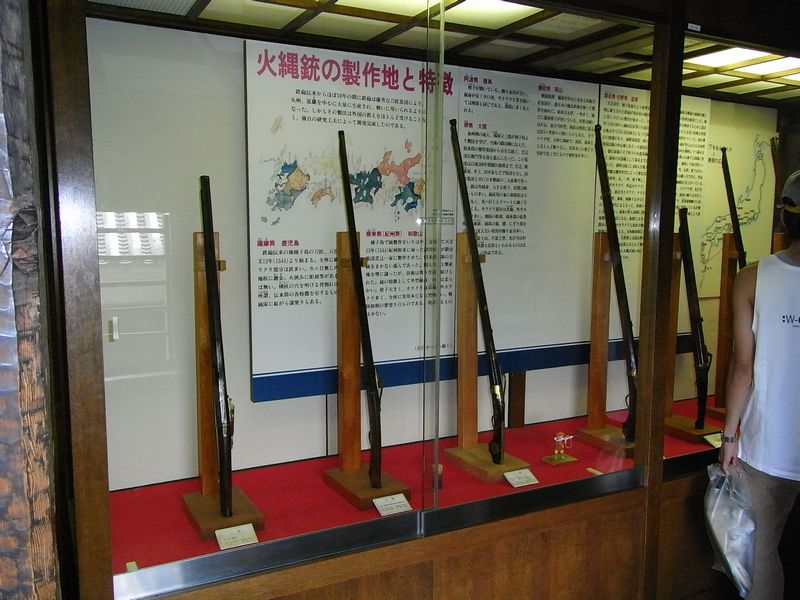